# Suspensori

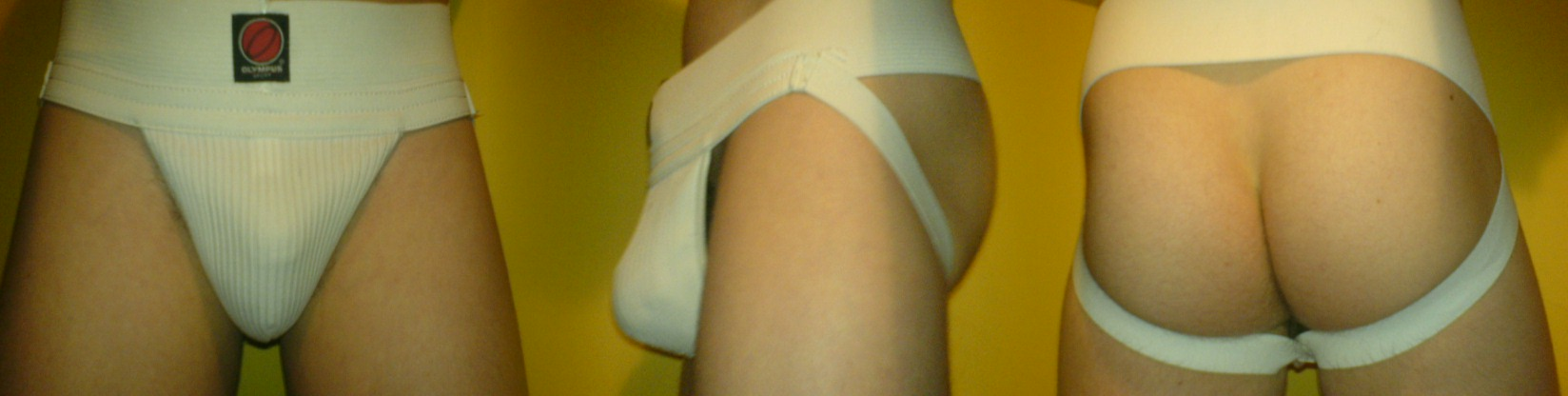
suspensori:
Vista anterior, lateral i posterior.

El  suspensori  és un tipus de calçotet dissenyat a per protegir els genitals masculins durant activitats vigoroses o esportives. El suspensori típic consisteix en una banda elastizada a la cintura amb una bossa de suport on posar els genitals i dues tires, que, partint de la base de la bossa, van l'una cap al costat esquerre i l'altra al dret. En algunes variants del suspensori, la bossa pot tenir un lloc on posar una coquilla per a protegir els testicles o el penis.
El seu nom en anglès és  jockstrap  (en referència al seu origen esportiu i a les tires laterals que el caracteritzen). L'origen d'aquesta peça es troba en la indumentària esportiva; la seva funció principal és de mantenir els genitals per a afavorir la comoditat en el moviment en alguns esports.

## Tipus de suspensori

### De banda ampla amb conquilla
Especialment usats per jugadors de beisbol i rugbi, a més en la major part dels esports que impliquen un cop als testicles.

### De banda ampla sense conquilla
És l'usat més comunament en gimnàs i diàriament. Principalment per lluitadors, jugadors de futbol americà, ciclistes i en les arts marcials.
També és d'utilitat per a dissimular l'erecció indiscreta de l'home.

## Ús del suspensori
El seu ús és recomanat per a qualsevol activitat física vigorosa en què corri risc l'aparell genital masculí, com una torçada o un cop. En beneficien els esportistes (beisbol, futbol americà, arts marcials, ciclisme i rugbi) i els qui fan activitats que demanen esforç, com ara obrers de la construcció, policies i llenyataires.
També té un ús medicinal, en aquells homes amb hidrocele, varicocele, hematocele, o espermatocele.
A causa de la seva comoditat i lleugeresa, alguns homes també l'usen per confort.
Com que l'escrot està separat de la cuixa, fer servir suspensori evita el frec de l'escrot i redueix l'impacte testicular. Els suspensoris conserven menys humitat que la roba de cotó i, per tant, són més frescos i menys propensos a conrear fongs en les regions humides i calentes de l'òrgan reproductor masculí.
En l'actualitat, el suspensori és una peça amb menor demanda que altres com el tanga, però que comença a guanyar mercat entre les peces de llenceria masculina d'ús comú.